# منطقه کوندیاوا-گمبوگل
منطقه کوندیاوا-گمبوگل یکی از منطقه های استان چیمبو واقع در کشور پاپوآ گینه نو می باشد. مرکز این منطقه کاریموئی است. این منطقه خود از ۴ فرمانداری محلی تشکیل می گردد که هر فرمانداری به منظور سهولت در امر آمارگیری خود به چند بخش تقسیم می شود. طبق سرشماری سال ۲۰۰۰ میلادی این منطقه ۵۸٬۳۳۹ نفر جمعیت داشته است.

## تقسیمات
این منطقه دارای ۴ فرمانداری محلی است که ۳ فرمانداری محلی روستایی می باشند و یک فرمانداری محلی شهری. اسامی آنها به شرح زیر است:
- فرمانداری محلی شهری کوندیاوا
- فرمانداری محلی روستایی مونت ویلهلم
- فرمانداری محلی روستایی نیگ کانده
- فرمانداری محلی روستایی وائی یه